# Írán na Letních olympijských hrách 1952
Írán na Letních olympijských hrách 1952 ve finských Helsinkách reprezentovalo 22 sportovců v 4 sportech.

## Medailisté
| Medaile | Jméno               | Sport    | Disciplína                   |
| ------- | ------------------- | -------- | ---------------------------- |
| Stříbro | Naser Givehchi      | Zápas    | Muži volný styl do 62 kg     |
| Stříbro | Mahmoud Namjoo      | Vzpírání | muži bantamová váha do 56 kg |
| Stříbro | Golamrezá Tachtí    | Zápas    | Muži volný styl do 79 kg     |
| Bronz   | Jahanbakht Towfigh  | Zápas    | Muži volný styl do 67 kg     |
| Bronz   | Ali Mirzai          | Vzpírání | muži bantamová váha do 56 kg |
| Bronz   | Abdollah Mojtabavi  | Zápas    | Muži volný styl do 73 kg     |
| Bronz   | Mahmúd Mollaghasemi | Zápas    | Muži volný styl do 52 kg     |